# NGC 1284
NGC 1284 is een lensvormig sterrenstelsel in het sterrenbeeld Eridanus. Het hemelobject werd op 10 december 1798 ontdekt door de Duits-Britse astronoom William Herschel.

## Synoniemen
- PGC 12247
- MCG -2-9-22
- NPM1G -10.0134